# 亞加省
亞加省（法語：Yagha）是布基納法索薩赫勒大區東南部的一個省，面積6,468平方公里。2006年人口159,485人。首府塞巴。
本區下轄六縣。